# 율현역
율현역(栗峴驛)은 경상북도 예천군 유천면 율현리에 위치한 경북선의 폐지된 철도역이다. 2001년에 폐지되었다.

## 역사
- 1966년 1월 27일 : 배치간이역으로 영업 개시[1]
- 1972년 7월 20일 : 무배치간이역으로 격하[2][3]
- 1974년 3월 11일 : 소화물 취급 중지
- 1993년 1월 1일 : 임시승강장으로 격하
- 1998년 1월 1일 : 여객 취급 중지
- 2001년 7월 1일 : 폐역[4]